# Santo Domingo Zanatepec
Santo Domingo Zanatepec (del Náhuatl: Zanatl, tepetl, c ‘Zanate, cerro, en’‘En el cerro de los zanates’), (del Zapoteco: Guie, Bigose ‘La piedra, Zanate’‘La piedra del zanate’), es una localidad del estado mexicano de Oaxaca. Se localiza en la parte sureste de la región del Istmo de Tehuantepec, en las coordenadas 94°21′ longitud oeste y 16°28′ latitud norte, a una altitud de 60 metros sobre el nivel del mar. Cuenta con 7249 habitantes dentro de la localidad y 11 218 habitantes con todas sus agencias municipales. 
En 2024, Santo Domingo Zanatepec fue reconocido como una población perteneciente a la cultura zapoteca, de acuerdo con el Catálogo Nacional de Pueblos y Comunidades Indígenas y Afromexicanas, del Instituto Nacional de los Pueblos Indígenas.

## Leyenda
Este mito fundacional de Zanatepec versa de la siguiente manera: 
“Cuentan los viejos de Zanatepec, que en el siglo XIV de la era vulgar, existieron en la población dos jóvenes amantes, muy simpáticos y guapos. Él se llamaba ACAZANATL y ella TEOCALXOCHITL, que en castellano quiere decir Flor de Loto, los cuales estando en los márgenes de la laguna del Sol y de la Luna, en coloquios amorosos, fue encantado el joven convertido en Zanate de alas doradas por el hada de la laguna. Este hecho causó la muerte tres años después de Flor de Loto. Con motivo de este suceso, el Rey NAHUILTECPATL, mandó a fabricar un Zanate de Oro simbolizando a su hijo y se colocó en un altar de la gruta, en donde se le rindió culto como a Numen de bondad y el cual fue robado por los indios de Chiapas que lo escondieron en sus montañas”. Así, en el llano de los pájaros el Rey mandó fundar un pueblo al que se le puso por nombre Zanatepec.
Se cuenta que el pueblo de Zanatepec era muy rico, pues se prestaban dinero por jícaras y por almudes. Deseando distinguirse por sus riquezas, se mandó construir una campana de oro, que acompañaba a una de plata y una de bronce, cuyo sonido se percibía a larga distancia. Este lujo causó celo a los chiapanecos, quienes clandestinamente se robaron las campanas, como ya lo había hecho con el zanate de oro, no obstante, al no poder escapar de los zanatepecanos por el peso de los artefactos, decidieron abandonar en el camino las campanas de oro y plata, de donde surgieron las lagunas del sol y de la luna, llevándose únicamente la campana de bronce. La tradición señala que esta campana se encuentra actualmente en posesión de la iglesia de Chiapa de Corzo.

## Historia
Asentamiento zoque
De acuerdo con Francisco J. Núñez que cita al Dr. Martínez Gracida, refiere que “en la época remota en lo que hoy es Zanatepec, existieron varios cerros, una caverna y una laguna que llegaron a poseer, antes de la era vulgar los indios zoques", siendo el más importante de ellos el Cerro del Cuscumate, un sitio sagrado para los zoques de Zanatepec, pues aquí fue donde fundaron el primer asentamiento. Adoradores del Sol y de la Luna, construyeron sus adoratorios, pirámides y sitios sagrados como las cuevas que aún existen en este cerro, incluyendo la Columna del Sol y la Luna, la cual fue descrita por Don Francisco de Gordon, el 30 de septiembre de 1800, como una “Piedra clavada de firme de alto de vara y cinco sesmas que hace figura Piramidal del grueso de una tercia por la parte de su encage en la tierra, y por la de arriba se halla partida al Zesgo como más de la mitad en la que están labradas tres figuras de el Sol, y la Luna mirando al Oriente (sic) (AGN, 1800)”. 
No obstante, cerca del año 1447, los mexicas en su paso por el Istmo rumbo a Chiapas y Guatemala separaron a los popolucas de los mixes, derrotaron a los zoques de Tabasco y Chiapas, y los obligaron a pagar tributo. Desde entonces los mexicas, aliados con los zapotecas, despojaron también a los pueblos zoques de Niltepec, Zanatepec y Tapanatepec, los cuales quedaron en posesión definitiva de los zapotecas, al igual que Juchitán, cuando conquistaron Tehuantepec, a finales del siglo XV. 
Lo anterior corresponde a lo expuesto por el antropólogo Alfonso Villa Rojas (1990), quien precisa que “al parecer los zoques no pudieron mantenerse en forma permanente dentro de la vasta extensión territorial, viendo reducirse su territorio debido a las constantes y diversas invasiones de otros grupos indígenas. Entre ellas se cuentan las invasiones de los mexicas, hacia los años 1484 a 1502, quienes se apoderaron de la faja costera del Soconusco”.
Así pues, los zoques en Oaxaca quedaron aislados en los Chimalapas, lo que afectó seriamente su comercio al perder contacto con los demás pueblos hermanos (mixes y popolucas) (Bartra, 1990). La irrupción de los zapotecas al istmo afecto a los zoques y a los mixes en su comercio, rompiendo el contacto establecido entre ellos, pues a partir de entonces fueron separados (Gobierno de Oaxaca, 1990).
Abandono zoque y poblamiento zapoteco

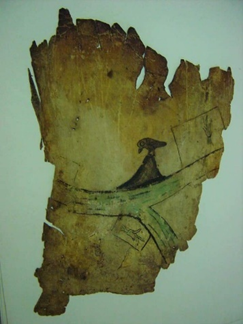
Fragmento del Lienzo de Zanatepec, de autoría zapoteca, donde se muestra el glifo de Zanatepec.

 El Istmo de Tehuantepec estuvo habitado durante miles de años por los zoques, pero poco antes de la llegada de los españoles, a finales del siglo XV, los zapotecos conquistaron la región, donde fundaron el señorío de Tehuantepec, fragmentando primero las regiones habitadas por los zoques, e incorporando después en este Señorío zapoteca al pueblo de Zanatepec. 
Como consecuencia de lo anterior, la mayoría de los habitantes de los pueblos zoques de la ruta costera del Istmo de Tehuantepec abandonaron sus asentamientos para evitar ser vasallos de los zapotecas, generando como consecuencia que Ostuta (actualmente parte del municipio de Santo Domingo Zanatepec) y Tapanatepec quedaran despobladas, mientras que Zanatepec y Niltepec perdieron gran cantidad de habitantes, los cuales huyeron a la selva de los Chimalapas o al vecino estado de Chiapas, y para el remanente zoqueano que permaneció bajo el dominio zapoteca en dichas localidades, su destino fue, naturalmente, la “zapotequización” (De León, 1997).
De acuerdo con Gracida, la conquista zapoteca del Soconusco se llevó a cabo en 1497, a lo que Francisco Salazar refiere que: “En tiempos de Cosijoeza invadieron los zapotecas el Soconusco colonizándola con soldados zapotecas, por lo que hasta estos tiempos aún existen representantes de dicha raza en aquellas lejanas tierras” (Salazar, 1917).
De la misma manera, Gracida enfatiza que: “La conquista que hicieron los zapotecas de Tehuantepec en el año de 1497, los puso en posesión de los pueblos de Juchitán, Oztutla, Zanatepec, Tapanatepec y Niltepec, retirándose los zoques, unos a los pueblos de Chimalapa y otros al Estado de Chiapas -abandonando posteriormente el pueblo de Oztutla por los zoques, se extinguió definitivamente, y hoy solo quedan ruinas, revelando lo que fue en época pretérita.
(…)
En los pueblos abandonados por los zoques se establecieron los zapotecas, construyeron casa, labraron las tierras y le dieron nueva vida bajo el imperio de sus leyes, usos y costumbres. A esto se debe que en los pueblos de Juchitán, Zanatepec, Tapanatepec y Niltepec, se hable el zapoteco y el castellano, y el zoque solo en los dos Chimalapas (sic)” (Gracida, 1919). 

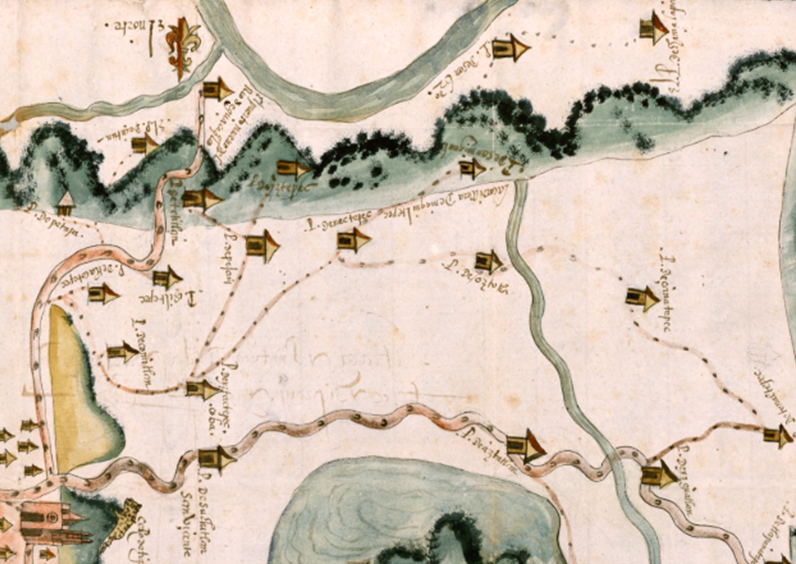
Mapa de la Relación de Tehuantepec, Zanatepec aparece como “Çanatepec".

Zanatepec pasa a ser parte del Señorío de Tehuantepec, por lo que se encuentra así indicado en el “mapa de la Relación de Teguantepec”, como “Çanatepec”.
Así también lo manifiesta el Lienzo de Zanatepec, también llamado Códice del Zanate, el cual forma parte de una serie de lienzos coloniales del Istmo, como son los de Guevea, Petapa, Huilotepec y Juchitán, en el que se demuestra el derecho a la tierra bajo el régimen de los Señores zapotecos de Tehuantepec, y en el que se justifica la posesión de los territorios amparándose en la relación o linaje de estos con los antiguos Señores zapotecos de Zaachila (Valdivieso, 2023). El documento tenía la función de servir como evidencia en disputas territoriales ante las autoridades coloniales.
Para el caso del Lienzo de Zanatepec, este  es una representación pictográfica que incluye símbolos para mostrar la estructura genealógica de los gobernantes locales (a través de los gorros cónicos, característicos de la genealogía de Zaachila), así como la extensión de las tierras bajo su control. Los personajes en el lienzo están representados mediante figuras humanas bajo palacios, así como un personaje con vestimenta europea quien, de acuerdo con el autor Víctor de la Cruz, se trataría del Coquitao Cocijopij (De la Cruz, 2008). 
También muestra símbolos naturales como montañas, ríos y campos cultivables, que indican la geografía del área zapoteca y los recursos que administraban. Estos elementos pictóricos ayudan a reconstruir la organización territorial de los zapotecos en Zanatepec.
En el libro Mapas Genealógicos del Istmo Oaxaqueño destaca cómo estos lienzos eran utilizados como herramientas políticas y jurídicas en las comunidades zapotecas del Istmo. A través de ellos, los zapotecos podían documentar su posesión ancestral de tierras y su organización social (De la Cruz, 2008).
La influencia zapoteca prehispánica de Zanatepec se reafirma a través de la leyenda de los Binnigulasa, los antiguos habitantes zapotecos del Istmo de Tehuantepec, la cual señala que los sabios zapotecas se enteraron, por los estudios del cielo, de la llegada de los españoles, contra los cuales defenderse era inútil: 
“porque los hombres blancos y barbados que venían por el lado en que se yergue el día eran poseedores del trueno y de armas poderosas, los zapotecas, antes que la dominación, prefirieron morir algunos; y otros caminaron en distintas direcciones llevándose la tradición, la material y la impalpable.
Y fue entonces cuando, mezclados de pavor y de locura, en todos los pueblos zapotecas celebraron ceremonias fúnebres, erizadas de sacrificios, revueltos con danza y canto cuya letra imploraba su conversión en trastos, al mismo tiempo que rompían otros.
(…)
Se cree que estuvieron por última vez, los que caminaron por tierra, en Late-Bala, en Late-Xunaxi y en Cuscumate, muy cerca de Juchitán los dos primeros sitios, y en la punta del distrito, el último”, (Henestrosa, 1929); surgiendo de este relato la tradición del Son de Cooperación, o Mediu Xhiga, en recuerdo de los zapotecas que se convirtieron en cántaros de barro.
De igual forma, la Revista del Ejército y Marina de México de 1918, expone lo siguiente: "Pueblo de Zanatepec, del ex distrito de Juchitán, del Estado de Oaxaca; los indios se decían asimismo vini-záas, es decir, gente en nubes o que tuvieron su origen de las nubes. Esta manera de llamarse, prevaleció entre ellos antes de la llegada de los españoles (sic)".
Por ello, el nombre del rey de Zanatepec, Nahuiltecpatl, pasó a denominarse en zapoteco Guluuxu (o Gululush), que significa pescado barbudo, razón por la cual los habitantes de Zanatepec se denominan a sí mismos como gulucheños, hasta hoy.
Época Colonial
- En 1521 Hernán Cortés es creado Marqués del Valle de Oaxaca.

Hernán Cortés conservó gran parte del Istmo de Tehuantepec, hasta 1560, al cual tributaban pueblos como Chimalapas, San Dionisio del Mar, San Mateo del Mar y San Francisco del Mar (Menegus y Aguirre, 2005). 
Mientras que en este periodo otros pueblos del Istmo tributaban a Don Juan Cortés Cocijopij, como Juchitán, Ixtepec, Chihuitán, Petapa, Ostuta, Guevea, Tlacotepec y Zanatepec. (AGN, 1952).
- En 1605, Zanatepec es creado Curato.

Este fue fundado por la Orden de los Dominicos, teniendo bajo su responsabilidad a los pueblos de San Miguel Chimalapa, Santa María Chimalapa, Tapanatepec, Ostuta, Niltepec y Santo Domingo (Ingenio) (García, 1971).
Durante este periodo los frailes dominicos convirtieron los terrenos de Zanatepec en tierras ganaderas, en las que, a falta de mano de obra indígena, emplearon un gran número de esclavos negros, lo que cambió la composición étnica de Zanatepec, pues para el siglo XVIII los negros y mulatos (o más propiamente zambos) constituían la mayoría de la población del asentamiento (Trejo, 2004), lo cual se comprueba con el “Reconocimiento del istmo de Tehuantepec: practicado en los años 1842 y 1843, con el objeto de una comunicación oceánica”, referente a la fallida concesión otorgada a don José Garay, el 2 de marzo de 1842, con objeto de  emprender la construcción de una vía interoceánica a través del istmo de Tehuantepec, donde describe las características étnicas de la población:
“Los zambos son, como todos saben, una mezcla de indio y negro; se encuentran particularmente en las haciendas del Marquesado de Valle, y también mezclados con los zapotecos en los pueblos de Zanatepec, Niltepec, Petapa, Barrio y Santo Domingo.
Los zambos provienen de los esclavos africanos introducidos en las haciendas Marquesanas por los sucesores de Cortés, y en las Frailescas de que disfrutaban los padres dominicos, en el territorio de Zanatepec.
Los zambos son robustos y laboriosos: se dedican como jornaleros a los trabajos del campo y al cultivo de los cereales, del añil, y de la cochinilla o grana. (Moro, 1844).”
En 1847 se formalizó el traslado de residencia del curato de Zanatepec a Santa María Chimalapa, principalmente debido a las mejores condiciones climáticas y económicas que ofrecía (Arroyo citado por Núñez, 2006), pero también para evitar conflictos con los zoques ya que, si bien estos únicamente residían en los Chimalapas, bajaban a Zanatepec y Niltepec para las fiestas patronales con el objeto de comerciar con los zapotecos (Instituto Chiapaneco de Cultura, 1993). Hacia finales del siglo XVIII la población de Zanatepec estaba integrada únicamente por zapotecos y zambos (zapotecos-negros), hablantes del castellano. 
De lo anterior, da cuenta el Cuestionario del Sr. don Antonio Bergosa y Jordán, obispo de Antequera a los señores curas de la diócesis, del año 1806, donde señala puntualmente este hecho:
“El idioma que se habla en la cabecera [Zanatepec] y en los pueblos de Tepenatepec y Neutepec es el castellano; en los dos pueblos de Sta. Ma. y Sn. Miguel Chimalapas, se habla el idioma Anepaan que quiere decir gente industriosa, y en nuestro castellano llamamos Zoque (sic) (Huesca, Esparza y Castañeda, 1984).”
- El 9 de febrero de 1713 se les legitimó a los zanatepecanos la posesión de las tierras.

Durante la época colonial, los españoles exploraron la región y comprobaron la disponibilidad de agua en los afluentes y la excelente calidad de la tierra, por lo que decidieron fundar varias haciendas, como son San José Regadillo, Santa Cecilia y Santa lfigenia, mezclándose con la población zapoteca residente.
Migraciones
La memoria colectiva registra que en tiempos de la reforma de Benito Juárez sucedieron migraciones provenientes de lo que ahora es Ciudad Ixtepec, Juchitán y El Espinal,[cita requerida] y en épocas más modernas, como pueden ser los años de la década de los setenta, habitantes de San Miguel Chimalapa, huyeron de su municipio, a causa de conflictos de tierras entre los pobladores, y terminaron refugiándose en Zanatepec.
Más recientemente han llegado al pueblo personas de distintas partes de la república al estar emparentados de forma legal con habitantes del municipio, pero también han llegado a avecindarse migrantes de países centroamericanos a causa de que el pueblo es paso obligado de la vía del tren que va de la ciudad de Arriaga a Ciudad Ixtepec. Estos viajeros comentan que han preferido quedarse a vivir en el municipio debido a que sus habitantes son cordiales y muy generosos, y no dudan en ofrecerle empleo a aquel que lo necesite.

## Personas destacadas
- General Alberto Ramos Sesma, medallista de bronce en Polo en los Juegos Olímpicos de Berlín 1936, y diputado federal en la XXXIX Legislatura del Congreso de la Unión.
- José Nataret Escobar, diputado federal en la XLIX Legislatura del Congreso de la Unión.
- Mario Rodríguez Bezares, presentador, comediante y actor de televisión, ganador de la segunda temporada de La casa de los famosos México.
- Rodolfo Rodríguez Bezares, actor y director de teatro, hermano de Mario Bezares, conocido por interpretar a "Calixto" en Cachún cachún ra ra!.
- Gabriel López Castro, físico e investigador, reconocido con el Premio Weizmann en 1998 y el Premio de Investigación de Ciencias Exactas en 1999, otorgados por la Academia Mexicana de Ciencias.
- Joselito Velázquez Altamirano, boxeador profesional, ganador de las medallas de oro en los Juegos Panamericanos de 2011 y 2015, y representante de México en los Juegos Olímpicos de 2016.
- Francisco Javier Núñez Toledo, escritor gulucheño, autor del libro  "El Pueblo del Zanate", donde documenta los orígenes del pueblo.
- Zenaido Velazquez Fuentes, dibujante y caricaturista gulucheño, presidente de la Sociedad Mexicana de Historietistas de 2005 a 2007.
- Dionisio Hernández Ramos, escritor y poeta gulucheño.